# Jolliffeite
La jolliffeite è un minerale appartenente al gruppo della cobaltite.